# Chez Polina
Le Karfour Polina (aussi connu sous les appellations Chez Polina ou tout simplement Polina) est un des dancings principaux du carnaval guyanais. Il est situé à Matoury, en Guyane.